# Vladimir Esmeikin
Vladimir Fiodorovici Esmeikin (n. 6 iulie 1975, Jiguliovsk⁠(d), RSFS Rusă, URSS) este un fost boxer rus, reprezentant al categoriei de greutate mijlocie.